# Línea 15B (Suburbanos Montevideo)
La línea 15B de la red de transporte suburbano de Montevideo une terminal Baltasar Brum con San Antonio.

## Historia
Es una centenaria línea de transporte, creada  por la Compañía Casanova. Desde sus inicios se caracterizó por tener un recorrido totalmente diferente a la línea 15A. Su denominación hace referencia a la Comisaría 15 de Policía del departamento de Canelones

## Recorridos
En ambos sentidos circula por los barrios Centro, Cordón, Tres Cruces, La Blanqueada, Unión, Maroñas, Piedras Blancas, Manga y las ciudades de Toledo, Sauce y San Antonio. 
| Partida Andén (Estación Baltasar Brum) - Galicia - Julio Herrera y Obes - Paysandú - Miguelete - Presidente Berro - Avenida 8 de Octubre - Andén 4 (Intercambiador Belloni) - Avenida José Belloni - (Estación Manga) - Avenida José Belloni - Avenida de las Instrucciones - Ruta 6 - Ruta 67 - Ruta 33 - San Antonio (principales vías) |